# ألفرد هيلز
ألفرد هيلز هو سياسي كندي، ولد في 22 نوفمبر 1909 في جيلف في كندا، وتوفي في 22 فبراير 1998. حزبياً، نشط في الحزب الكندي التقدمي المحافظ. وقد انتخب عضو مجلس العموم الكندي.